# Hitovi (Lepa Brena)
Hitovi je kompilacija Lepe Brene u obliku box seta. Izdao ga je Grand Production 29. veljače 2016. godine. U setu se nalaze CD-ovi albuma:
- Pomračenje sunca
- The best of (2 CD-a)
- Uđi slobodno...
- Začarani krug
- Izvorne i novokomponovane narodne pesme

## Izdanja
| Regija | Datum             | Format(i) | Izdavač          | Ref.  |
| ------ | ----------------- | --------- | ---------------- | ----- |
| Srbija | 29. veljače 2016. | 6x CD     | Grand Production | [ 1 ] |